# За всё заплачено
«За всё заплачено» — советский художественный телефильм-трилогия 1988 года, снятый режиссёром Алексеем Салтыковым по мотивам одноимённой документальной повести Альберта Смирнова.
В этом фильме впервые с экрана прозвучала песня «Кукушка» («Часто снится мне мой дом родной…»).

## Сюжет
Прикрывая отход войск из Афганистана, в последнем бою погибает солдат из подразделения, которым командовал прапорщик Семенов. Похоронив своего друга, бывшего детдомовца, бывшие "афганцы" остаются в Сибири, чтобы заработать на его памятник. Они устраиваются работать на строительство трассы, по которой пройдет ветка газопровода. Работа им предстоит трудная: протянуть 20 км газопровода за два месяца, но гораздо сложнее было преодолеть сопротивление начальства и местного криминального авторитета по кличке Марадона. 

## В ролях
- Владимир Литвинов — Семёнов (озвучивает Рудольф Панков).
- Александр Баринов — «Боцман».
- Александр Миронов — Сергей Стекольников, солдат Семёнова.
- Абдымалик Шерматов — Чингиз.
- Михаил Гилевич — Алесь.
- Раймондас Пашкявичюс — Раймондас.
- Владимир Тимофеев — Ручьёв.
- Ирина Сенотова — Лиля, журналист.
- Лев Борисов — Геннадий Михайлович Малыгин, инженер.
- Виктор Павлов — Евгений Снегирёв, начальник строительства газотрассы.
- Валерий Афанасьев — Давыдов, строитель.
- Лариса Якушева — Валя, невеста погибшего Котёночкина.
- Алексей Булдаков — Храмов, строитель.
- Алексей Крыченков — строитель.
- Владимир Носик — «Дуся».
- Вера Ивлева — мать Паши.
- Олег Фёдоров — «Марадона», главарь банды.
- Алим Кулиев — урка.
- Виктор Уральский — железнодорожник.
- Лидия Савченко — бухгалтер.

## Места съёмок
Часть съёмок проходила под городом Владимир, близ посёлка Сокол. Съемки картины об афганской войне проходили в Термезе, когда ещё война продолжалась.

## Музыка
- Песня «Кукушка» (авторы - Юрий Кирсанов и Виктор Кочетков)
- Песня «Утро туманное, утро седое» (авторы - Иван Тургенев и Юрий Абаза)
- Музыка песни «На сопках Маньчжурии»
- Песня «Вернисаж» (авторы - Илья Резник и Раймонд Паулс) в исполнении Лаймы Вайкуле и Валерия Леонтьева
- Песня вертолётчика в исполнении группы «Голубые молнии»
- Песня «Миллион алых роз» в исполнении Аллы Пугачёвой
- Песня «Малиновый звон» в исполнении Николая Гнатюка (авторы - А. Поперечный и А. Морозов)
- Песня «А ты хохочешь…» (в эпизоде в столовой парень напевает на гитаре)
- Песня «Поговори со мной, трава» (в начале 2-й серии, во время движения поезда)
- Песня «I Will Survive» в исполнении Глории Гейнор (звучит во время драки на трассе)
- Песня «Лаванда» в исполнении Софии Ротару
- Песня «Blue Canary»
- Песня «Ещё не вечер» в исполнении Лаймы Вайкуле